# Piazzolla... o NO? Bailable y apizolado
Piazzolla... o NO? Bailable y apizolado es un álbum de estudio grabado por el bandoneonista de tango argentino Astor Piazzolla y su Quinteto, fue grabado y editado en Argentina durante 1961. Por medio de un acuerdo con RCA Victor, el músico tenía que grabar dos álbumes, uno con tangos bailables o más comercial, que fue precisamente éste, y otro con arreglos a preferencia del músico, que sería Piazzolla interpreta a Piazzolla. Ambos álbumes se editaron en 1961, y fueron grabados en los Estudios RCA en calle Mitre al 1961, Buenos Aires, Argentina.

## Antecedentes
El Quinteto terminaría siendo a lo largo de la carrera de Astor Piazzolla la formación más clásica, después de cada intento de ampliación de octetos, orquestas, nonetos, el músico se terminaría decantando por un Quinteto nuevamente. También el Quinteto terminó convirtiéndose en una formación de tradición popular dentro de Argentina, y lo que para Piazzola en 1960 había resultado todavía inimaginable, en el tango del siglo XXI. La génesis del Quinteto porteño debe remontarse además al conjunto neoyorquino de 1959 (que combinó tango con percusión latina, siendo rigurosamente un sexteto aunque la percusión no se incluía en el recuento de los integrantes), tanto al Octeto de Buenos Aires como a cierto culto al quinteto como formato, que puede rastrearse en el jazz a partir del bebop.
En el Quinteto neoyorquino había aparecido el vibráfono, un instrumento que llamó la atención de Piazzola, que ya había querido tener en el Octeto de Buenos Aires, y que volvería a usar en el Nuevo Octeto de 1963 y en el grupo para María de Buenos Aires, y a su regreso a la Argentina, esa fue su primera apuesta, y llegó a tocar con ese grupo en un programa especial de Canal 9 titulado Welcome Mr. Piazzolla, se trató de una versión local que reprodujo el quinteto neoyorquino para esa ocasión, en lo que también se «reconstruyó» la orquesta de 1946. Lo cierto es que para la época un instrumento difícil de conseguir, los mismos eran caros y sus intérpretes escaseaban, por lo que contar con una de forma estable no era sencillo. El grupo incluyó guitarra eléctrica que para 1960 se consideraba algo moderno, además el grupo contaba con violín, bandoneón, piano y contrabajo, era la reducción de una orquesta de tango.
El repertorio propio del quinteto se repartió inicialmente entre nuevos arreglos de temas escritos para otras formaciones, «Prepárense», «Triunfal», «Lo que vendrá», «Contrabajeando», «Bando», «Nonino», y otras piezas que poco a poco quedarían como las únicas.

## Historia
Horacio Malvicino, guitarrista del quinteto, recuerda el debut en «Jamaica» un pequeño bar nocturno donde se tocaba jazz en Buenos Aires: «En esos días actuaba con éxito el trío Baby López Fürst con el Negro González y Astatira. Cuando íbamos a comenzar, los tres músicos en señal de protesta silenciosa por nuestra inclusión en la cartelera, se levantaron y se retiraron en silencio. Ellos solo escuchaban jazz». El productor ecuatoriano Ricardo Mejía estuvo presente esa noche. Mejía había sido enviado a la filial argentina de RCA Victor, quien fundó el grupo pop argentino El Club del Clan. Mejía escuchó al Quinteto y lo contrató para la RCA, con la idea de grabar un álbum "bailable", y otro al estilo y arreglos que prefiera el bandeodonista. El nombre de Mejía estuvo vinculado a leyendas negras dentro del tango argentino, como consecuencia de un mito que lo culpaba de haber mandado a incendiar una pila de cintas de grabaciones de tangos de RCA, un mito que era infundado. Los seguidores más acérrimos de Piazzolla tampoco le perdonarían a Mejía el hecho de "obligarlo" a grabar un álbum "comercial" como medio para registrar el álbum "libre", sin embargo, esto se ha sugerido como poco probable, en cambio lo más posible es que la producción de los dos discos fuera un acuerdo, que bien, pudo haber sido idea del productor como del músico.
Piazzola pensó que el álbum Piazzolla... o NO? Bailable y apizolado podía funcionar también de en los lugares «de escucha» como en los grupos de baile. Para eso solo debería intercalar dos estilos levemente diferentes. El álbum está integrado por tangos clásicos como «Preparense» y «Triunfal» dos temas suyos, e inclusive «Tierrita» de Agustín Bardi, «María» de Aníbal Troilo y Cátulo Castillo, «Bandoneón arrabalero» de Juan Bautista Deambroggio, «Redención» de Alfredo Gobbi, «Don Juan» de Ernesto Ponzio, «El Arranque» de Julio de Caro, «Chiqué» de Ricardo Luis Brignolo, «La Casita de mis viejos» de Juan Carlos Cobián y Enrique Cadícamo, «Crisital» de Mores María Conturiso y «Quejas de bandoneón» de Juan de Dios Filiberto. Son a destacar las dos versiones de «Triunfal» grabadas en el mismo año y con el mismo grupo, una incluida en Piazzolla... o NO? Bailable y apizolado y la otra en unas grabaciones realizadas en Montevideo para el sello Antar. La primera es más lenta, más regular y además el timbre de la guitarra eléctrica es totalmente diferente, como si en la grabación se hubiera buscado disimular la electrificación, mientras que en la otra versión se permitió su acentuación. Piazzolla llevó su Quinteto a tocar en un baile en la confitería Nino de Vicente López, lo que lo llevó a renunciar al proyecto fue que el público no había ido a bailar sino a escucharlo. Los que siguen a Piazzolla no buscaban a D'Arienzo, De Angelis o Pugliese, sino buscaban otra cosa. El Quinteto no terminó funcionando como grupo de baile, aunque hubo algún intento de así hacerlo.
Según Fernando D'Addario, si bien Piazzolla... o NO? Bailable y apizolado fue el álbum "comercial", que a diferencia de Piazzolla interpreta a Piazzolla, el álbum "raro" que Piazzolla había sido compuesto con los arreglos de su preferencia, lo cierto es que Piazzolla interpreta a Piazzolla obtuvo mejor recepción del público que su par comercial y bailable.

## Grabación
Piazzolla... o NO? Bailable y apizolado se grabó los días 3, 7 y 17 de abril de 1961 en los estudios de RCA en calle Mitre 1961, Buenos Aires, Argentina. El día 3 de abril se grabaron "Preparensen", "Tierrita", "Don Juan", "El arranque", "Chique" "Triunfal", el día 7 de abril, "María", "Bandoneón arrabalero", "La casita de mis viejos", "Cristal", y el 17 de abril "Quejas de banndoneón" y "Redención".

## Lanzamientos y reediciones
Piazzolla... o NO? Bailable y apizolado fue editado originalmente en 1961 únicamente en Argentina por el sello RCA Victor, el álbum no estuvo disponible en su totalidad tiempo después, aunque muchos de sus temas aparecieron en compilaciones de distinta índole. La primera reedición en CD en Argentina se editó recién en 1992 con cuatro pistas adicionales, mientras que en 2005 una nueva reedición en CD remasterizada incluyó seis temas adicionales. En Japón el álbum no se editó sino hasta en 2008, y en Europa en 2005.

## Lista de canciones
| Lado A |                        |                                             |               |          |  |
| N.º    | Título                 | Escritor(es)                                | Cantante      | Duración |  |
| 1.     | «Prepárense»           | Astor Piazzolla                             |               |          |  |
| 2.     | «Tierrita»             | Agustín Bardi, Jesús Fernández Blanco       |               |          |  |
| 3.     | «María»                | Aníbal Troilo, Cátulo Castillo              | Nelly Vázquez |          |  |
| 4.     | «Bandoneón arrabalero» | Juan Bautista Deambroggio, Pascual Contursi | Vázquez       |          |  |
| 5.     | «Redención»            | Alfredo Gobbi                               |               |          |  |
| 6.     | «Don Juan»             | Ernesto Ponzio, Ricardo Podestá             |               |          |  |

| Lado B |                           |                                      |          |          |  |
| N.º    | Título                    | Escritor(es)                         | Cantante | Duración |  |
| 1.     | «El arranque»             | Julio de Caro, Mario Gomila          |          |          |  |
| 2.     | «Chiqué»                  | Ricardo Luis Brignolo                |          |          |  |
| 3.     | «Triunfal»                | Piazzolla                            |          |          |  |
| 4.     | «La casita de mis viejos» | Juan Carlos Cobián, Enrique Cadícamo | Vázquez  |          |  |
| 5.     | «Cristal»                 | Mariano Mores, José María Contursi   | Vázquez  |          |  |
| 6.     | «Quejas de bandoneón»     | Juan de Dios Filiberto               |          |          |  |

## Créditos
- Astor Piazzolla - bandoneón
- Elvino Vardaro - violín
- Jaime Gosis - piano
- Kicho Díaz - contrabajo
- Jorge López Ruiz - guitarra eléctrica
- Nelly Vázquez - voz